# Megalopyge pixidifera
Megalopyge pixidifera (Syn.: Lagoa pyxidifera, Trivialname englisch yellow flannel moth ‚Gelbe Flanellmotte‘) ist eine Art von Schmetterlingen aus der Familie der Megalopygidae. Die Art wurde 1797 von James Edward Smith und John Abbot beschrieben. Sie ist im Süden der Vereinigten Staaten verbreitet, vor allem in Florida bis Pennsylvania, Sichtungen gibt es aber auch aus den Bundesstaaten Mississippi und South Carolina. Die Larven ernähren sich von den Blättern von Blaubeeren, Eichen und Pflaumen. Die Flugzeit der adulten Motten ist das ganze Jahr über. Die Färbung ist orange-gelb über den gesamten Körper, ohne spezielle Markierungen.

## Synonyme
Die Gattung Lagoa
wurde 1894 von Neumoegen & Dyar als Synonym für Megalopyge
angesehen.
Die Spezies wurde als 1983 in der Liste von Hodges unter der Gattung Lagoa aufgeführt.
Seitdem wechselten mehrmals die Ansichten, was als gültiger Gattungsname und was als Synonym anzusehen ist, und ob eine Synonymie überhaupt besteht oder zwei verschiedene Gattungen vorliegen.
Becker führte die Synonymie 1995 wieder ein.
Beim Artnamen wurde hier die Schreibweise vom Londoner Natural History Museum bevorzugt (Global Lepidoptera Names Index: pixi- mit ‚i‘ statt ‚y‘) gegenüber der in populärwissenschaftlichen Quellen gebräuchlicheren (mit ‚y‘).
Die Art wurde als Phalaena pixidifera Smith & Abbot, 1797 erstbeschrieben.